# Paragobiodon
Paragobiodon is een geslacht van straalvinnige vissen uit de familie van grondels (Gobiidae). Het geslacht is voor het eerst wetenschappelijk beschreven in 1874 door Bleeker.

## Soorten
- Paragobiodon echinocephalus (Rüppell, 1830)
- Paragobiodon lacunicolus (Kendall & Goldsborough, 1911)
- Paragobiodon melanosomus (Bleeker, 1853)
- Paragobiodon modestus (Regan, 1908)
- Paragobiodon xanthosoma (Bleeker, 1853)